# کالین دابسون
کالین دابسون (به انگلیسی: Colin Dobson؛ ۹ مهٔ ۱۹۴۰ – ۱۶ فوریهٔ ۲۰۲۳) مربی فوتبال اهل بریتانیا بود.
از جمله باشگاه‌هایی که وی در آن‌ها بازی کرده‌بود، می‌توان به باشگاه فوتبال بریستول راورز، باشگاه فوتبال هادرسفیلد تاون، باشگاه فوتبال برایتون و هاو آلبیون و باشگاه فوتبال شفیلد ونزدی اشاره کرد.
وی همچنین در تیم ملی فوتبال زیر ۲۱ سال انگلستان سابقهٔ بازی دارد.